# Essentuki
Essentuki (ru. Ессентуки) este un oraș din Regiunea Stavropol, Federația Rusă și are o populație de 81.758 locuitori.
1. ↑  Q26883285, accesat în 23 octombrie 2016